# Pyongui Line
La línea P'yŏngŭi es una línea principal ferroviaria electrificada del Ferrocarril Estatal Coreano de Corea del Norte, que va desde P'yŏngyang a Sinŭiju en la frontera con China. Es el corredor principal para el tráfico terrestre entre Corea del Norte y China, y es una de las líneas ferroviarias más importantes del país. Un puente sobre el río Yalu conecta Sinŭiju con la ciudad china de Dandong y la línea Shendan del ferrocarril de China con Shenyang y puntos chinos más allá. 

## Descripción
La longitud total de la línea es 225,1 km, que corresponde al 5,3% de la red ferroviaria nacional total. Aunque la mayor parte de la línea es de vía única, el P'yŏngyang — Kalli (17,9 km), Sukch'ŏn - Ŏp'a (10,6 km) y Sinŭiju: secciones del sur de Sinŭiju (5,2 km) son de vía doble. La pendiente dominante en la línea es 11 ‰, y el radio mínimo de la curva es 300 metros. La distancia media entre estaciones es de 7,5 km.      
La sección P'yŏngyang-Sŏgam está bajo la jurisdicción de la Oficina de Ferrocarriles de P'yŏngyang, mientras que la sección Sŏgam-Sinŭiju está bajo la Oficina de Ferrocarriles de Kaech'ŏn.
Hay 177 puentes con una longitud total de 9.083m y 5 túneles con una longitud total de 2.383m. Aunque la longitud promedio de los puentes es de solo 51 m, la línea P'yŏngŭi presenta el puente ferroviario más largo de la RPDC: más de 1.200m de longitud. Hay depósitos de locomotoras en las estaciones de P'yŏngyang, West P'yŏngyang, Chŏngju y Sinŭiju Ch'ŏngnyŏn, y dos instalaciones de mantenimiento de material rodante, una en P'yŏngyang y otra para turismos en la estación de Kangan en Sinŭiju.  
El fallecido líder norcoreano Kim Jong-il solía viajar en la línea P'yŏngŭi para visitar China, ya que no volaba. 

## Historia

### Orígenes, antes de 1945
Para ver el historial de la línea original y otra información anterior a 1945, vea Línea Gyeongui (1904–1945).
La Línea Kyŏngŭi fue originalmente abierta por la Oficina Temporal de Ferrocarriles Militares establecida por el Imperio Japonés para ayudar en el movimiento de sus fuerzas durante la Guerra Ruso-Japonesa y para fortalecer su influencia sobre Corea. El servicio de carga en la totalidad de la línea de Kyŏngsŏng a Sinŭiju comenzó en abril de 1906, y el 1 de septiembre de ese año, la Oficina de Ferrocarriles tomó el control de la Línea Kyŏng fromi del ejército y la fusionó con el Ferrocarril Kyŏngbu para crear la Administración Nacional de Ferrocarriles, que se hizo cargo de la propiedad y operación de la Línea Kyŏngŭi.

### Liberación, partición y la guerra de Corea, 1945–1953

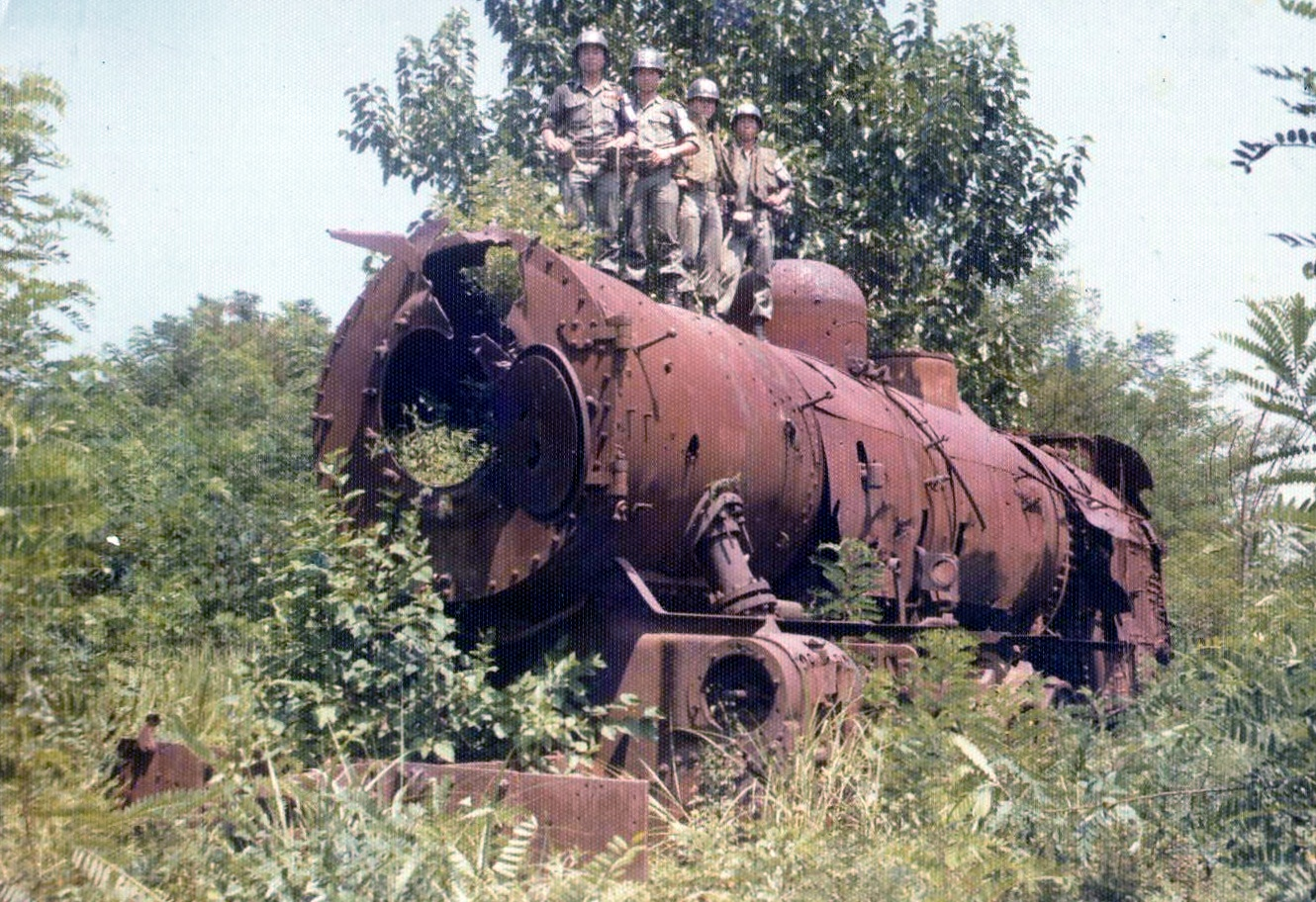
Las ruinas de la locomotora Matei 10 en Changdan en 1976.

Tras el final de la Guerra del Pacífico y la posterior división de Corea, la Línea Kyŏngŭi se dividió en el paralelo 38, entre Tosŏng y Sariwŏn. El 25 de agosto de 1945, el ejército soviético comenzó a operar trenes en la línea Kyŏngŭi al norte de Sariwŏn, y el 10 de agosto de 1946 el Comité Popular Provisional para Corea del Norte nacionalizó todos los ferrocarriles en la parte ocupada por los soviéticos de Corea, creando el Ferrocarril Estatal Coreano, y el 9 de septiembre de 1948 la línea Kyŏngŭi se dividió, con la sección P'yŏngyang-Sinŭiju convirtiéndose en la línea P'yŏngŭi (de los nombres de los dos términos, P'yŏngyang y Sinŭiju ), y la sección P'yŏngyang-Kaesŏng-DMZ que se convierte en la Línea P'yŏngbu (de P'yŏng yang y el término teórico del sur de la línea, Pusan). A pesar de la partición, los trenes continuaron operando a lo largo de la Línea Kyŏngŭi hasta el estallido de la guerra de Corea en 1950. El 31 de diciembre de 1950, el ejército estadounidense ordenó que se detuviera en Changdan un tren de pasajeros, compuesto por la locomotora MaTeI 10 y 25 vagones, que iba de Hanp'o a Munsan. La locomotora está ahora en exhibición en Imjingak. La sección Munsan-Kaesong se cerró así, cortando la conexión ferroviaria Norte-Sur. Entre abril de 1937 y mayo de 1943, el ejército imperial japonés construyó un segundo puente sobre el río Yalu; Tanto este puente más nuevo como el puente original fueron atacados repetidamente entre noviembre de 1950 y febrero de 1951 por bombarderos de la Fuerza Aérea de los Estados Unidos, pero fueron reparados repetidamente. Después del final de la guerra de Corea, el puente de 1911 quedó destruido, y solo el puente más nuevo fue reparado y volvió a usarse. En 1990 el puente recibió su nombre actual, Puente de Amistad Sino-Coreano. La totalidad de la línea sufrió graves daños durante la guerra de Corea.

### Posguerra, desde 1953
Después del final de la guerra de Corea, con asistencia soviética y china, la línea fue rápidamente reconstruida y modernizada.
El 5 de febrero de 1954 se firmó un acuerdo entre la RPDC y China sobre el servicio de trenes transfronterizos, y el 3 de junio del mismo año se inició un servicio de tren directo Beijing- P'yŏngyang, utilizando el material rodante de China Railway. En 1964, a través de una reorganización de líneas, la línea principal se acortó en casi 11 km. Para lograr esto, la sección Sur Sinŭiju — Naejung — Yŏmju de la Línea Yangsi se convirtió en la línea principal de la Línea P'yŏngŭi, mientras que la antigua línea principal, Sinŭiju Sur — Paengma — Yŏmju, se dividió para convertirse en la Línea Paengma actual.  Además, en agosto de ese año, se completó la electrificación de toda la línea desde P'yŏngyang a Sinŭiju, y al mismo tiempo se mejoró la vía con un riel pesado, y se reemplazó el 68% de las traviesas con traviesas de hormigón.  También se instaló el control semiautomático del tren, con la línea dividida en dos secciones, P'yŏngyang — Kalli y Kalli — Sinŭiju.  
La década de 1970 vio la apertura de nuevas sucursales que se conectan a la línea principal de la línea P'yŏngŭi: la línea Sŏhae (también conocida como la línea Anier Colliery) desde Mundŏk hasta Namdong para servir a las minas de carbón en el área, así como al Ch ' ŏngch'ŏn'gang - Songdo - Kubongsan - Ryonghŭng Kubongsan Line, y en 1976,  la línea Ch'ŏnghwaryŏk de Kubongsan a la planta de energía térmica del río Ch'ŏngch'ŏn y la línea Namh fromng de Songdo a Namhŭng para servir a Complejo Químico Juvenil Namhŭng; tanto la planta de energía como el complejo químico se abrieron ese año.
Para facilitar la construcción de la estación de lanzamiento de satélites Sŏhae, la línea Ch'ŏlsan se extendió a principios de la década de 2000 a las instalaciones de lanzamiento a través de Ch'ŏlsan y Tongchang. El 22 de abril de 2004, el peor desastre ferroviario en la RPDC ocurrió cuando un tren que transportaba fertilizante de nitrato de amonio explotó en la estación Ryongch'ŏn. 

## Ferrocarril de alta velocidad planificado Sinŭiju – Kaesŏng
El 8 de diciembre de 2013, se llegó a un acuerdo entre Corea del Norte y un consorcio de empresas chinas para construir un ferrocarril de alta velocidad que conecte Kaesŏng (cerca de la frontera con Corea del Sur), P'yŏngyang y Sinŭiju (cerca de la frontera con china). El proyecto será un acuerdo de construcción-operación-transferencia, en el que la construcción, programada para cinco años, será financiada por el consorcio, que luego operará la línea durante 30 años, después de lo cual el Ministerio de Ferrocarriles se hará cargo de las operaciones. y propiedad completa de la línea. La línea ferroviaria será una línea de doble vía de aproximadamente 400km con una velocidad de funcionamiento de más de 200 km/h.
El proyecto se encuentra paralizado. 

## Servicios
La línea P'yŏngŭi sirve a numerosos centros industriales importantes como Tongrim, Mundŏk, Chŏngju y la zona industrial de Sinŭiju, así como Tŏkhyŏn (mineral de hierro), Ryongamp'o (fabricación de maquinaria), Paengma (productos químicos), Ryangch'aek ( productos petroquímicos, maquinaria]]), Kusŏng (maquinaria, textiles), Ch'ŏngsu (productos químicos), Namhŭng (productos químicos), Kaech'ŏn (carbón) y Ch'ŏngnam (carbón), siendo una de las principales economías de la RPDC arterias También juega un papel importante en el comercio exterior; La estación de Sinŭiju es la estación de ferrocarril más importante de la RPDC en términos de cantidad de carga transportada para importación y exportación, representando el 59.1% de la carga de exportación y el 38.5% del volumen de carga de importación en 1983, ya que no solo se envió carga hacia y desde China a través de Sinŭiju, pero también carga hacia y desde la Unión Soviética y los países socialistas en Europa.  Aunque gran parte del tráfico con Europa se ha secado desde el colapso del comunismo en Europa y el cambio de tráfico hacia y desde Rusia a la línea Hongŭi, Sinŭiju sigue siendo la estación fronteriza ferroviaria más importante. 
Según el calendario de 1996, el tiempo de viaje entre P'yŏngyang y Sinŭiju fue de 4 horas 30 minutos; en comparación, el tiempo de viaje en la misma relación para el "Koa" Expreso limitado de 1942 fue de 4 horas 15 minutos, a pesar de correr a través de la línea Paengma que es más extensa. Aunque en el pasado se alcanzaban 100 km/h de media, en los últimos años las velocidades promedio de los trenes de pasajeros en la línea han caído a alrededor de los 40 km/h. También hay varios trenes de cercanías en la línea, como entre Sinŭiju y Ryongchŏn, y entre Sinŭiju y Chŏngju, y al Complejo Químico Juvenil Namhŭng.  Se sabe que los siguientes trenes de pasajeros operan en esta línea:  
- Los trenes expresos internacionales 5/6, que operan entre P'yŏngyang y Beijing, China, corren a lo largo de toda esta línea entre P'yŏngyang y Sinŭiju;
- Los trenes expresos 19/20, que operan entre P'yŏngyang y Huich'ŏn, circulan en esta línea entre P'yŏngyang y Sinanju;
- Los trenes semi-expresos 115/116, que operan entre P'yŏngyang y Ch'ŏngsu, circulan en esta línea entre P'yŏngyang y Chŏngju;
- Los trenes semi-expresos 124-125 / 126-127, que operan entre Sinŭiju Ch'ŏngny'ŏn y Ch'ŏngjin Ch'ŏngnyŏn, corren en la totalidad de esta línea entre Sinuiju y P'yŏngyang;
- Los trenes semi-expresos 142-143 / 144-145, que operan entre Sinŭiju Ch'ŏngnyŏn y Kaesŏng, corren en la totalidad de esta línea entre Sinuiju y P'yŏngyang;
- Los trenes semi-expresos 146-147 / 148-149, que operan entre Sinŭiju Ch'ŏngnyŏn y Namp'o, corren en la totalidad de esta línea entre Sinuiju y P'yŏngyang;
- Los trenes regionales 200/201, que operan entre West P'yŏngyang y Ch'ŏngsu, circulan en esta línea entre West P'yŏngyang y Chŏngju;
- Los trenes regionales 222-223 / 224, que operan entre Kalli y Kaesŏng, circulan en esta línea entre Kalli y P'yŏngyang;
- Los trenes regionales 249/250 operan entre P'yŏngyang y Sŏgam ;
- Los trenes regionales 250-251 / 252-253, que operan entre Sinŭiju Ch'ŏngnyŏn y Huich'ŏn Ch'ŏngnyŏn, circulan en esta línea entre Sinuiju y Sinanju;
- Los trenes locales 302-303 / 304-305, que operan entre Sunan y Kangdong, circulan en esta línea entre Sunan y P'yŏngyang;
- Los trenes locales 418/419, que operan entre Sinuiju Ch'ŏngnyŏn y Yŏmju a través de la línea Paengma, circulan en esta línea entre Sinŭiju y South Sinŭiju.

## Ruta
Un fondo amarillo en el cuadro "Distancia" indica que la sección de la línea no está electrificada. 
| Distancia (km) | Distancia (km) | Distancia (km) | Distancia (km) |                                |                         |              |                    | |
| Actualmente    | Actualmente    | Original       | Original       | Nombre de la Estación          | Nombre de la Estación   | Former Name  | Former Name        | |
| Total          | S2S            | Total          | S2S            | Transcribed                    | Chosŏn'gŭl (Hanja)      | Transcribed  | Chosŏn'gŭl (Hanja) | Transbordo (former) |
| -------------- | -------------- | -------------- | -------------- | ------------------------------ | ----------------------- | ------------ | ------------------ | --- |
| 0.0            | 0.0            | 0.0            | 0.0            | P'yŏngyang                     | 평양 (平壌)             |              |                    | P'yŏngbu Line, P'yŏngnam Line, P'yŏngdŏk Line, P'yŏngra Line ● Metro Línea de Ch'ŏllima - Yŏnggwang Station ● Tranvía Línea 1 |
| 4.7            | 4.7            | 4.7            | 4.7            | West P'yŏngyang (Sŏp'yŏngyang) | 서평양 (西平壌)         |              |                    | P'yŏngra Line ● Tranvía Línea 3                                                                                               |
| 9.6            | 4.9            | 11.1           | 6.4            | Sŏp'o                          | 서포 (西浦)             |              |                    | Ryongsŏng Line ● Metro Ch'ŏllima Line Sŏp'o Station (planeado)                                                                |
| 14.3           | 4.7            | ↓              | ↓              | San'um                         | 산움 (-)                |              |                    | San'um Branch |
| 17.6           | 3.3            | 19.1           | 8.0            | Kalli                          | 간리 (間里)             |              |                    | P'yŏngra Line, Sijŏng Line |
| 23.9           | 6.3            | 25.2           | 6.1            | Sunan                          | 순안 (順安)             |              |                    | |
| 30.8           | 6.9            | 33.5           | 8.3            | Sŏgam                          | 석암 (石岩)             |              |                    | Estación recolocada |
| 41.6           | 10.8           | 41.1           | 7.6            | Ŏp'a                           | 어파 (漁波)             |              |                    | |
| 52.4           | 10.8           | 51.9           | 10.8           | Sukch'ŏn                       | 숙천 (粛川)             |              |                    | |
| 57.8           | 5.4            | 57.3           | 5.4            | Nisŏ                           | 니서 (尼西)             |              |                    | Cerrada |
| 62.7           | 4.9            | 62.2           | 4.9            | Mundŏk                         | 문덕 (文徳)             | Mansŏng      | 만성 (万城)        | Sŏhae Line |
| 71.0           | 8.3            | 70.5           | 8.3            | Taegyo                         | 대교 (大橋)             |              |                    | (Sŏngbŏp Branch) |
| 76.2           | 5.2            | 75.7           | 5.2            | Sinanju Ch'ŏngnyŏn             | 신안주청년 (新安州青年) | Sinanju      | 신안주 (新安州)    | Kaech'ŏn Line |
| 80.2           | 4.0            | 79.7           | 4.0            | Ch'ŏngch'ŏn'gang               | 청천강 (清川江)         |              |                    | Kubongsan Line |
| 82.0           | 1.8            | 81.5           | 1.8            | Maengjungri                    | 맹중리 (孟中里)         |              |                    | Namhŭng Line (Pakch'ŏn Line)                                                                                                  |
| 89.6           | 7.6            | 89.1           | 7.4            | Unjŏn                          | 운전 (雲田)             | Yŏngmi       | 영미 (嶺美)        | |
| 102.6          | 13.0           | 102.1          | 13.0           | Un'am                          | 운암 (雲岩)             | Unjŏn        | 운전 (雲田)        | |
| 111.1          | 8.5            | 110.6          | 8.5            | Koŭp                           | 고읍 (古邑)             |              |                    | |
| 123.9          | 12.8           | 123.4          | 12.8           | Chŏngju Ch'ŏngnyŏn             | 정주청년 (定州青年)     | Chŏngju      | 정주 (定州)        | P'yŏngbuk Line |
| 128.6          | 4.7            | 128.1          | 4.7            | Hadan                          | 하단 (下端)             |              |                    | |
| 136.5          | 7.9            | 136.0          | 7.9            | Kwaksan                        | 곽산 (郭山)             |              |                    | |
| 148.1          | 11.6           | 147.6          | 11.6           | Roha                           | 로하 (路下)             | Noha         | 노하 (路下)        | |
| 157.4          | 9.3            | 156.9          | 9.3            | Sŏnch'ŏn                       | 선천 (宣川)             |              |                    | |
| 167.5          | 10.1           | 167.0          | 10.1           | Ch'ŏnggang                     | 청강 (晴江)             | Tongrim      | 동림 (東林)        | |
| 178.3          | 10.8           | 177.8          | 10.8           | Tongrim                        | 동림 (東林)             | Ch'aryŏngwan | 차련관 (車輦館)    | Ch'ŏlsan Line |
| 191.6          | 13.3           | 191.2          | 13.4           | Yŏmju                          | 염주 (塩州)             | Namsi        | 남시 (南市)        | Paengma Line |
| ↓              | ↓              | 195.5          | 4.3            | Sujŏng                         | 수정 (壽亭)             |              |                    | Closed 1944. |
| 199.3          | 7.7            | 198.9          | 3.4            | Naejung                        | 내중 (内中)             |              |                    | |
| ↓              | ↓              | 201.7          | 2.8            | Tangryŏng                      | 당령 (堂嶺)             |              |                    | Closed. |
| 205.0          | 5.8            | 204.7          | 3.0            | Ryongju                        | 룡주 (龍州)             |              |                    | |
| 210.1          | 5.1            | 209.8          | 5.1            | Ryongch'ŏn                     | 룡천 (龍川)             | Yangsi       | 양시 (楊市)        | Tasado Line |
| 213.4          | 3.3            | 213.1          | 3.3            | Ribam                          | 리밤 (立岩)             | Ibam         | 이밤 (立岩)        | Closed |
| 217.2          | 3.8            | 216.9          | 3.8            | Ragwŏn                         | 락원 (楽元)             |              |                    | |
| 220.2          | 3.0            | 219.9          | 3.0            | South Sinŭiju (Namsinŭiju)     | 남신의주 (南新義州)     |              |                    | Paengma Line, Tŏkhyŏn Line |
| 225.4          | 5.2            | 225.1          | 5.2            | Sinŭiju Ch'ŏngnyŏn             | 신의주청년 (新義州青年) | Sinŭiju      | 신의주 (新義州)    | Kang'an Line |
|                |                |                |                | Yalu River                     | 압록강 (鴨綠江)         |              |                    | DPRK−PRC border Sino–Korean Friendship Bridge 조중우의교 (朝中友誼橋)                                                         |
| 228.0          | 2.6            | 227.7          | 2.6            | Dandong, China                 | 丹东                    | Andong       | 安東               | China Railway Shendan Railway                                                                                                 |